# Mingren (torneo taiwanese)
Il Mingren (名人T, Míng RénP) è una competizione goistica taiwanese, organizzata dalla Haifong Qiyuan e dalla Pei-Sheng Cultural and Educational Foundation. È l'omologa del Mingren cinese, ed è equivalente al Meijin della Nihon Ki-in giapponese e al Myungin della Hanguk Kiwon coreana.
Alla competizione partecipano 32 goisti che si affrontano in un torneo a eliminazione diretta, i primi tre turni su incontro singolo, le semifinali su tre incontri e la finale su sette incontri.

## Albo d'oro
| Edizione | Anno | Vincitore  | Risultato | Finalista    |
| -------- | ---- | ---------- | --------- | ------------ |
| 1        | 2020 | Lin Junyan | 4-2       | Xu Haohong   |
| 2        | 2021 | Xu Haohong | 4-1       | Wang Yuanjun |
| 3        | 2022 | Xu Haohong | 4-0       | Lin Junyan   |
| 4        | 2023 | Lai Junfu  | 4-0       | Chen Qirui   |
| 5        | 2024 | Xu Haohong | 4-1       | Lin Junyan   |
| 6        | 2025 | Lai Junfu  | 4-0       | Chen Qirui   |